# رائول دامنته بتانا
رائول دامُنته بُتانا(به اسپانیایی Raúl Damonte Botana)، ملقب به کپی (Copi)، (۱۹۳۹ - ۱۹۸۷)، رمان‌نویس، کارتونیست و نمایشنامه‌نویس آرژانتینی که بیشتر عمر حرفه‌ای خود را در پاریس گذراند. او پس از مرگش به شهرت رسید.